# راميرو الأول ملك أشتوريش
راميرو الأول ملك أشتوريش، حد ملوك المملكة المذكورة و من أقواهم. ولد سنة 790 بمدينة أبيط وتوفي سنة في فبراير 850.

## إعتلاء العرش
تسببت وفاة الملك ألفونسو الثاني في أزمة خلافة في مملكة أشتوريش. وفقًا لسجل ألفونسو الثالث، الذي يُنسب إلى حفيد راميرو، اختار ألفونسو الثاني الذي لم ينجب أطفالًا خلفًا له راميرو، ونسبه البعيد وابن سلف ألفونسو بيرمودو الأول. في وقت وفاة الملك ألفونسو، كان راميرو خارج أشتورية في قشتالة (أو Bardulia وفقًا لـ Chronicle of Alfonso III )، حيث كان يحضر مراسم زواجه الخاصة.